# A. J. Green
Pour les articles homonymes, voir Green.
(en) Statistiques sur pro-football-reference
Adriel Jeremiah « A. J. » Green, né le 31 juillet 1988, est un joueur américain de football américain qui a évolué au poste de wide receiver dans la National Football League (NFL) pendant douze saisons (2011-2022).
Au niveau universitaire, il a joué pour les Bulldogs de la Géorgie dans la NCAA Division I FBS (2008-2010) avant d'être sélectionné par la franchise des Bengals de Cincinnati en 4e choix global lors du premier tour de la draft 2011 de la NFL. Il y reste jusqu'au terme de la saison 2020 et signe avec les Cardinals de l'Arizona pour deux saisons avant de prendre sa retraite en 2023.
Avec les Bengals il est sélectionné à sept reprises pour le Pro Bowl et à deux reprises dans la deuxième équipe All-Pro.
Le 6 février 2023, Green annonce sur Instagram qu'il prend sa retraite du football professionnel. Il termine sa carrière avec un bilan de 10 514 yards. Il est classé deuxième de l'histoire de la franchise de Cincinnati en termes de yards gagnés et de touchdowns inscrits en réceptions.

## Statistiques

### NCAA
| Année       | Équipe                 | Statut      | MJ |     | Passes réceptionnées | Passes réceptionnées | Passes réceptionnées | Passes réceptionnées |       | Courses | Courses | Courses | Courses |
| Année       | Équipe                 | Statut      | MJ | Nb. | Yards                | Moy.                 | TD                   | Nb.                  | Yards | Moy.    | TD      |         |         |
| 8201        | Bulldogs de la Géorgie | Fr.         | 13 | 56  | 963                  | 17,2                 | 8                    | 4                    | 61    | 15,3    | 0       |         |         |
| 201         | Bulldogs de la Géorgie | So.         | 10 | 53  | 808                  | 15,2                 | 6                    | 0                    | 0     | 00,0    | 0       |         |         |
| 201         | Bulldogs de la Géorgie | Jr.         | 09 | 57  | 848                  | 14,9                 | 9                    | 3                    | 44    | 14,7    | 0       |         |         |
| Totaux NCAA | Totaux NCAA            | Totaux NCAA | 22 | 166 | 2 619                | 15,8                 | 23                   | 7                    | 105   | 15,0    | 0       |         |         |

### NFL
| Année              | Équipe                 | MJ  |     | Passes réceptionnées | Passes réceptionnées | Passes réceptionnées | Passes réceptionnées |       | Courses | Courses | Courses | Courses |  | Fumbles | Fumbles |
| Année              | Équipe                 | MJ  | Nb. | Yards                | Moy.                 | TD                   | Nb.                  | Yards | Moy.    | TD      | Nb.     | Perdus  |  |         |         |
| 2011               | Bengals de Cincinnati  | 15  | 65  | 1 057                | 16,3                 | 07                   | 5                    | 53    | 10,6    | 0       | 1       | 0       |  |         |         |
| 2012               | Bengals de Cincinnati  | 16  | 97  | 1 350                | 13,9                 | 11                   | 4                    | 38    | 09,5    | 0       | 2       | 1       |  |         |         |
| 2013               | Bengals de Cincinnati  | 16  | 98  | 1 426                | 14,6                 | 11                   | -                    | -     | -       | -       | 1       | 0       |  |         |         |
| 2014               | Bengals de Cincinnati  | 13  | 69  | 1 041                | 15,1                 | 06                   | 2                    | 02    | 01,0    | 0       | 3       | 2       |  |         |         |
| 2015               | Bengals de Cincinnati  | 16  | 86  | 1 297                | 15,1                 | 10                   | -                    | -     | -       | -       | 1       | 1       |  |         |         |
| 2016               | Bengals de Cincinnati  | 10  | 66  | 0 964                | 14,6                 | 04                   | -                    | -     | -       | -       | 0       | 0       |  |         |         |
| 2017               | Bengals de Cincinnati  | 16  | 75  | 1 078                | 14,8                 | 08                   | -                    | -     | -       | -       | 2       | 2       |  |         |         |
| 2018               | Bengals de Cincinnati  | 08  | 45  | 0 687                | 15,3                 | 06                   | -                    | -     | -       | -       | 2       | 1       |  |         |         |
| 2019               | Bengals de Cincinnati  | -   | -   | -                    | -                    | -                    | -                    | -     | -       | -       | -       | -       |  |         |         |
| 2020               | Bengals de Cincinnati  | 16  | 47  | 0 523                | 11,1                 | 02                   | -                    | -     | -       | -       | 0       | 0       |  |         |         |
| 2021               | Cardinals de l'Arizona | 16  | 54  | 0 848                | 15,7                 | 03                   | -                    | -     | -       | -       | 0       | 0       |  |         |         |
| 2022               | Cardinals de l'Arizona | 15  | 24  | 0 236                | 09,8                 | 02                   | -                    | -     | -       | -       | 0       | 0       |  |         |         |
| Totaux en carrière | Totaux en carrière     | 158 | 727 | 10 714               | 14,5                 | 70                   | 11                   | 93    | 8,5     | 0       | 12      | 7       |  |         |         |

| Année              | Équipe                 | MJ |                       | Passes réceptionnées  | Passes réceptionnées  | Passes réceptionnées  | Passes réceptionnées  |                       | Courses               | Courses               | Courses | Courses |
| Année              | Équipe                 | MJ | Nb.                   | Yards                 | Moy.                  | TD                    | Nb.                   | Yards                 | Moy.                  | TD                    |         |         |
| 2011               | Bengals de Cincinnati  | 1  | 5                     | 47                    | 09,4                  | 0                     | -                     | -                     | -                     | -                     |         |         |
| 2012               | Bengals de Cincinnati  | 1  | 5                     | 80                    | 16,0                  | 0                     | -                     | -                     | -                     | -                     |         |         |
| 2013               | Bengals de Cincinnati  | 1  | 3                     | 34                    | 11,3                  | 0                     | -                     | -                     | -                     | -                     |         |         |
| 2014               | Bengals de Cincinnati  | -  | N'a pas joué - blessé | N'a pas joué - blessé | N'a pas joué - blessé | N'a pas joué - blessé | N'a pas joué - blessé | N'a pas joué - blessé | N'a pas joué - blessé | N'a pas joué - blessé |         |         |
| 2015               | Bengals de Cincinnati  | 1  | 5                     | 71                    | 14,2                  | 1                     | -                     | -                     | -                     | -                     |         |         |
| 2021               | Cardinals de l'Arizona | 1  | -                     | -                     | -                     | -                     | -                     | -                     | -                     | -                     |         |         |
| Totaux en carrière | Totaux en carrière     | 5  | 18                    | 232                   | 12,9                  | 1                     | -                     | -                     | -                     | -                     |         |         |

## Accomplissements
- 2 sélections dans la 2e équipe All-Pro : 2012, 2013 ;
- 7 sélections au Pro Bowl : 2011, 2012, 2013, 2014, 2015, 2016 et 2017 ;
- sélectionné la l'équipe des rookie 2011 par la Pro Football Writers of America (PFWA);
- 2 sélections dans la première équipe All-America : 2009 et 2010 ;
- 2 sélections dans la première équipe de la Southeastern Conference (SEC) : 2008 et 2009 ;
- 1 sélection dans la deuxième équipe de la SEC : 2010 ;
- Meilleur joueur freshman de la SEC sur la saison : 2008.